# عالق في ملهى (فلم 1914)
عالق في ملهي (بالإنجليزية: Caught in a Cabaret)، يعرف أيضا (تشارلي مضيف قهوة)، وهو فيلم كوميدي أمريكي صامت من عام 1914 بطولة تشارلي تشابلن تم إنتاجه في استوديوهات كيستون.

## طاقم التمثيل
- مابل نورماند - مابل
- تشارلي تشابلن - النادل
- هاري مكوي - العاشق
- تشيستر كونكلين - النادل
- إدغار كينيدي - مالك المقهى
- مينتا دورفي - راقصة
- فيليس ألين - راقصة
- جوزيف سويكارد - الأب
- أليس دافنبورت - الأم
- غوردون غريفيث - الصبي
- أليس هاول - ضيف الحفلة
- هانك مان - عميل المقهى
- بيلي جيلبرت - عميل المقهى
- والاس ماكدونالد - ضيف الحفلة

## روابط خارجية
- عالق في ملهى على موقع IMDb (الإنجليزية)
- عالق في ملهى على موقع روتن توميتوز (الإنجليزية)
- عالق في ملهى على موقع ألو سيني (الفرنسية)
- عالق في ملهى على موقع أول موفي (الإنجليزية)
- عالق في ملهى على موقع فيلمافينيتي (الإسبانية)
- عالق في ملهى على موقع قاعدة بيانات الأفلام السويدية (السويدية)
- عالق في ملهى على موقع قاعدة بيانات الفيلم (الإنجليزية)
- عالق في ملهى على موقع ليتربوكسد (الإنجليزية)
- عالق في ملهى على موقع كينوبويسك (الروسية)